# Schreckenstein (Computerspiel)
Schreckenstein ist ein Plattformspiel ausschließlich für Atari 8-Bit-Computer, das erstmals im Jahr 1985 von Ariolasoft als Diskettenversion in einer LP-Hülle veröffentlicht wurde. Eine Kassettenversion kam ein Jahr später hinzu. Alleiniger Entwickler des Spiels ist Peter Finzel.
Der Spielbildschirm besteht aus zwei übereinanderliegenden Bereichen (Split-Screen). Darin sind jeweils von der Seite abgebildete Ausschnitte eines labyrinthartigen Schlosses, der unmittelbaren Umgebung einer jeden Spielfigur, zu sehen. Wird beispielsweise die dem oberen Ausschnitt zugeordnete Spielfigur „Player 1“ bewegt und droht diesen dabei zu verlassen, so wird der Ausschnitt bis zum Erreichen der Spielfeldgrenze per Scrolling mitbewegt. Die Steuerung der beiden Spielfiguren kann dabei entweder durch zwei Spieler mithilfe von Joysticks erfolgen oder durch nur einen Spieler und den Computer.
Aufgabe des Spielers ist es, mithilfe der Spielfigur verschiedene Gegenstände einzusammeln und diese an bestimmten Orten zu positionieren – beispielsweise müssen Fackeln eingesammelt werden, die zum Entzünden von Öllampen dienen. Einige Teilbereiche des Spielfelds sind dabei zunächst durch verschlossene Türen versperrt, deren Öffnung zuvor zu findende Schlüssel voraussetzt. Die Verteilung von Hindernissen und Gegenständen wird in jedem Spiel vom Computer zufällig erzeugt, wodurch kein Spielverlauf dem anderen gleicht. Sind alle Aufgaben innerhalb einer Schwierigkeitsstufe erledigt, erscheint ein letzter Schlüssel, den es zu finden gilt. Damit lässt sich die Tür zum nächsten der insgesamt fünf Level öffnen. Dem Auffinden der betreffenden Objekte hinderlich sind dabei Geister, Fledermäuse und Spinnen. Zum Vermeiden einer Kollision kann der Spieler die Schlossbewohner überspringen, an Mauern oder Grabsteinen auf ihr Vorüberziehen warten oder sie gegebenenfalls eliminieren. Bei Kontakt droht jedoch der Verlust von Lebensenergie, der schließlich zum Ableben der Spielfigur führt.
Das Spiel erhielt bei Erscheinen positive Kritiken wie beispielsweise in der auflagenstarken Zeitschrift Happy Computer:

„Man kann übrigens auch alleine spielen, doch das macht bei weitem nicht so viel Spaß wie im »Partner-Modus«. Garniert wird das Ganze mit sehenswerter, schneller Grafik und sattem Sound. »Schreckenstein« ist ein flottes Spiel mit einer tollen Idee und professioneller Realisierung — ein Muß für Liebhaber von Simultanspielen.“